# Kenyentulus yinae
Kenyentulus yinae är en urinsektsart som beskrevs av Nakamura 1997. Kenyentulus yinae ingår i släktet Kenyentulus och familjen lönntrevfotingar. Inga underarter finns listade i Catalogue of Life.